# Dicksonia antarctica
Dicksonia antarctica är en ormbunkeart som beskrevs av Jacques-Julien Houtou de La Billardière. Dicksonia antarctica ingår i släktet Dicksonia och familjen Dicksoniaceae. Inga underarter finns listade.

## Bildgalleri

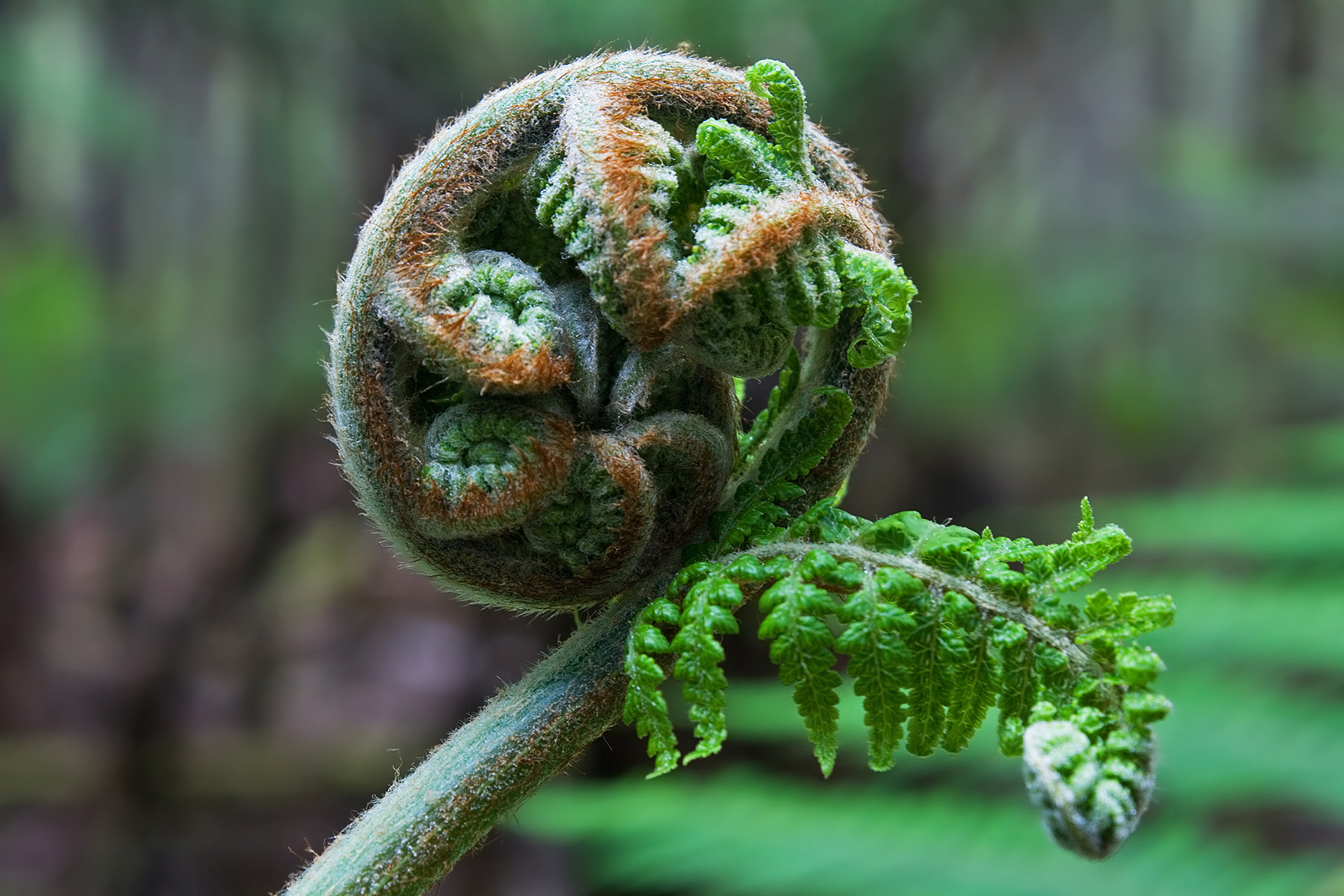
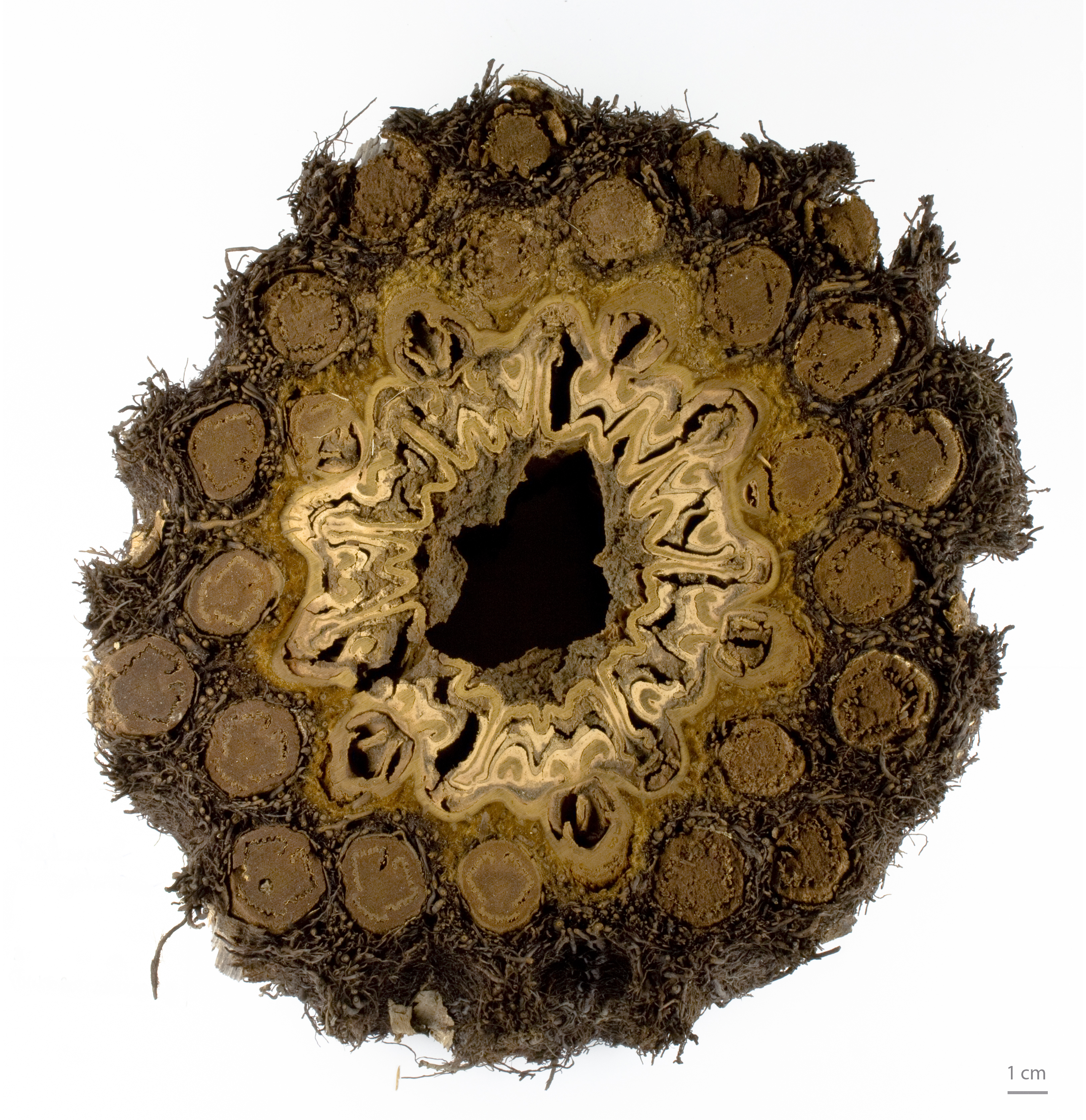
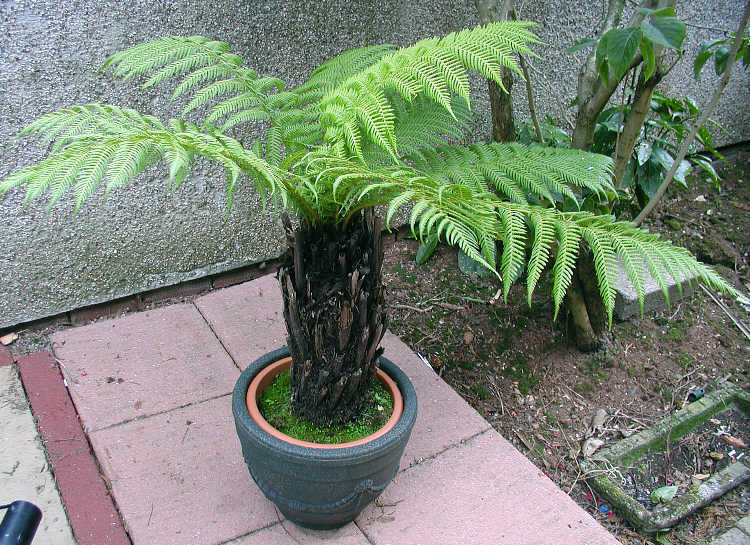
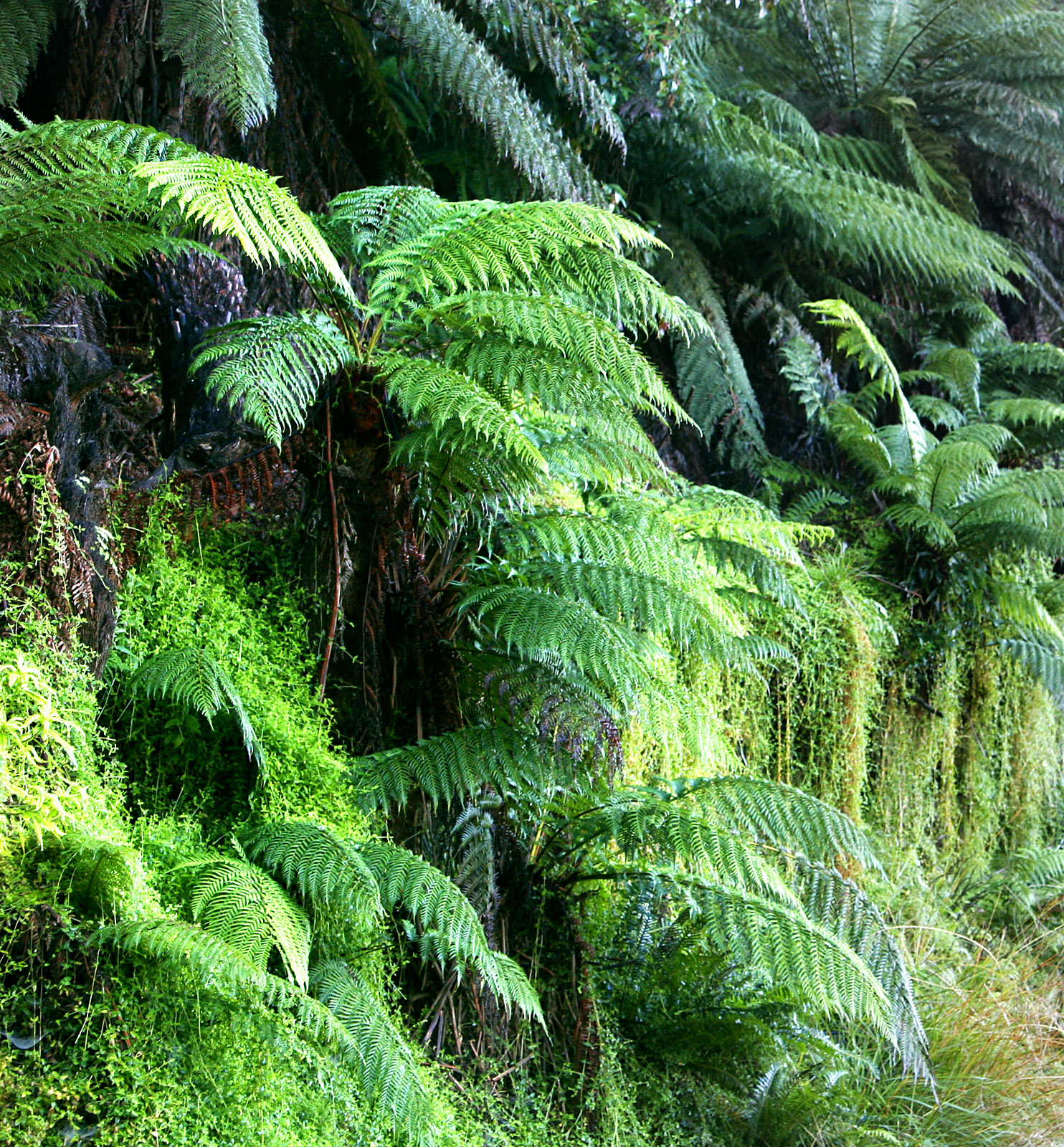